# Pingblax rufescens
Pingblax rufescens là một loài bọ cánh cứng trong họ Cerambycidae.